# 酪酸ブチル
酪酸ブチル（らくさんブチル、英: butyl butyrate）は、酪酸エステルの一種。新鮮なバナナ・パイナップルのような果実香を持ち、香料などに用いられる。

## 用途
主に食品香料として果物・バター・ナッツ・洋酒のフレーバーに、チューインガムで150~1500ppm、その他用途で8.6~24ppmほど使用されるほか、口紅用調合香料にも少量使用される。

## 安全性
日本の消防法では危険物第4類・第2石油類に分類される。動物実験での半数致死量（LD50）はラットへの経口投与で2.3g/kg、ウサギへの経皮投与で5g/kg以上。